# Снегопочистване
Снегопочистването е процесът на разчистване (ринене, изриване на) от сняг след снеговалеж на частни и публични терени. Обикновено снегът се рине от пешеходните пътеки, входовете на сгради, както и пътищата.
Изриването на снега има за цел по-лесното преминаване и пътуване, когато става сума за пътища за коли, както и по-голяма безопасност. Снегът се почиства и обработва също за ски пистите.
Извършва се обикновено от самите собственици на терена, били те физически лица или държавни институции, или от наети от собственика изпълнители.
Малки площи се почистват ръчно с така наречените лопати за сняг, обикновено от дървен материал. За големи терени се използва специализирана техника - машини, наречени снегорини.